# Aerópolis
El Parque Tecnológico Aeroespacial de Andalucía, Aerópolis, es un parque empresarial dedicado en exclusiva a la industria aeronáutica y aeroespacial. Está situado junto al Aeropuerto de Sevilla, en el término municipal de La Rinconada (España), cerca de la factoría de EADS CASA.
El Parque está comunicado por la autovía A-4(Sevilla-Madrid), por la vía de circunvalación de la ciudad (SE-30) y por la vía de circunvalación SE-40 con la red de autovías y autopistas europeas y con el Puerto de Sevilla.
Inaugurado en 2003, Aerópolis es una iniciativa promovida por la Junta de Andalucía. La sociedad gestora, Parque Tecnológico y Aeronáutico de Andalucía, S.L. es una sociedad limitada participada al 100% por la Agencia de Innovación y Desarrollo de Andalucía, (IDEA), de la Consejería de Innovación, Ciencia y Empresa.

## Empresas instaladas
| - ACS, Aerospace Consulting & Services S.L.U - Aernnova Andalucía S. A. - Aerosertec, S.L. - Aerospace Engineering Group, S.L. - Aerotecnic del Sur, S.L. - Airbus Military - Airgrup LTSA, S.L. - Airgrup, S.L. - Alestis Aerospace - Asociación de Empresas Aeronáuticas, AEA - Bogaris Industrial - CADIP, Cálculo, Diseño y Programación, S.L. - CANAGROSA - CAYCO Operador Logístico (Carbones, Comercio y Consignaciones, S.A.) - Colegio Oficial de Peritos e Ingenieros Técnicos Industriales de Sevilla (C.O.P.I.T.I) - Consur, S.A. - CRESCASA - CT Ingenieros - ELIMCO - ENASA Formación Aeronáutica - Fundación Andaluza para el Desarrollo Aeroespacial (FADA-CATEC) - Fundación Hélice - Gaha & Magtel, S.L. - Galvatec, S.L. - Grupo Faasa - Imergia - INASEL, Ingeniería Acústica y Servicios, S.L. - INASUR, Instalaciones y Aislamientos del Sur, S.L. | - Industria de Turbo Propulsores, S.A., (ITP) - Industria Siderometalúrgica Gienense (SIMGI, S.L.) - INESPASA, Industria Especializada en Aeronáutica, S.A. - Langa Industrial, S.A. - LTK400 Operadores de Logística Integral - LTK Industrial and Aeronautic Logistic Services, S.L. - Magtel Redes de Telecomunicaciones, S.A. - MCI, Laboratorio de Metrología y Calibración Industrial, S.A. - MDU, Militärtecnologie, Dienst und Überwachung, S.A. - Mecanizaciones del Sur, S.L. - Mecatecnic - Mesima Sevilla - Metal Improvement Company (MIC) - MP Mecánica de Precisión, S.L. - Navair, S.L. - Ontech Security, S.L. - Parque Tecnológico y Aeronáutico de Andalucía, S.L. - Prescal, S.L. - Quanta España, - Servimec Mecanizados, S.L. - SIPS (Ayuntamiento de La Rinconada) - SIPS (Suelos de Interés Público y Social) Deportivos - Sofitec - Sofitec Composites - Subestación eléctrica - TADA, Técnicas Aeronáuticas, Defensa y Automoción, S.A. - TEAMS, Testing and Engineering of Aeronautical Materials and Structures, S.L. - Tils Curt, S.L. - Titanium aero - TRIOCSA, S.L. - UMI Aeronáutica |